# にいじま (掃海艇)
にいじま（ローマ字：JDS Niijima, MSC-655、MCL-722）は、海上自衛隊の掃海艇。はつしま型掃海艇の7番艇。艇名は新島に由来する。

## 艦歴
「にいじま」は、昭和54年度計画掃海艇355号艇として、日本鋼管鶴見造船所で1980年8月4日に起工され、1981年6月2日に進水、1981年11月26日に就役し、同日付で第2掃海隊群隷下に第13掃海隊が新編され、「おおしま」とともに編入され大湊に配備された。
1993年11月9日、第2掃海隊群第20掃海隊（横須賀）に編入。
1995年3月30日、佐世保地方隊沖縄基地隊第13掃海隊に編入。
1997年3月19日、隊番号の改正により第13掃海隊が第46掃海隊に改称。
1998年3月23日、掃海管制艇に種別変更され、船籍番号がMCL-722に変更。第1掃海隊群隷下に再編された第101掃海隊に編入、定係港が呉に転籍。
2000年3月13日、掃海部隊の再編により掃海隊群が新編され、第101掃海隊が掃海隊群隷下に編入。
2002年3月4日、除籍。